# Marmaduke Tunstall

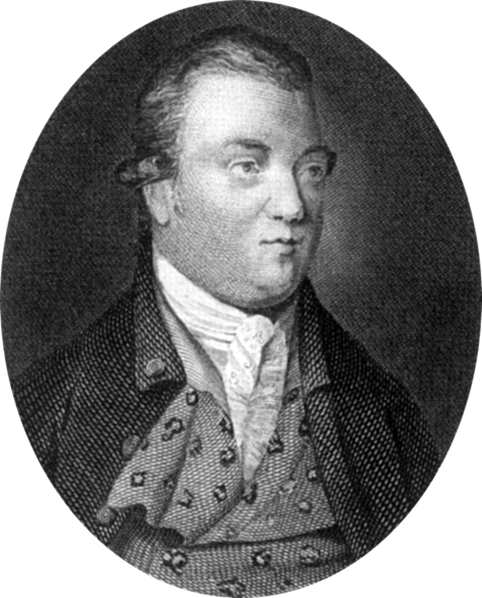
Marmaduke Tunstall

Marmaduke Tunstall (* 1743 Burton Constable in Yorkshire; † 11. Oktober 1790 in Wycliffe Hall in Yorkshire) war ein englischer Ornithologe und Sammler.

## Leben und Wirken
Sein Vater Cuthbert Tunstall, ein Arzt und Antiquar, nannte sich 1718 nach dem Tod seines Onkels in Cuthbert Constable (1680–1746) um. Dieser heiratete in zweiter Ehe Elizabeth geb. Heneage († 1766). Aus ihrer Ehe ging Marmaduke als fünftes Kind hervor.
Als sein Vater starb, war Marmaduke erst vier Jahre alt. Seine Mutter, die ihm sein Interesse für Naturgeschichte mit auf den Weg gab, schickte ihn wahrscheinlich mit der Hilfe seines Onkels William Constable nach Douai in Frankreich auf das Collège.
Im Jahr 1760 erbte er nach dem Tod seines Onkels Marmaduke Tunstall die Liegenschaften von Scargill, Hutton Long Villers, and Wycliff. Gleichzeitig nahm er mit Tunstall auch wieder den ursprünglichen Namen seines Vaters an, denn bis zu diesem Zeitpunkt hieß er noch Marmaduke Constable.
Im Alter von 21 Jahren wurde er zum Fellow der Society of Antiquaries of London gewählt. Nach dem Abschluss seiner Studien zog er für einige Jahre in die Welbeck Street in London. Hier begann er den Aufbau seines Museums, was ihm ermöglichte die unterschiedlichsten Aspekte der Naturgeschichte zu erforschen. Da die Konservierung von Typusexemplaren in dieser Zeit nur sehr eingeschränkt möglich war, hielt er sich eine große Anzahl lebender Tiere, wobei er seinen Fokus auf die Vögel legte. So studierte er, anders als viele spätere Museumskuratoren, ihr Verhalten und Habitat. Einer der größten Profiteure dieser Sammlung war der Illustrator Peter Brown (bl. 1758–1799). Außerdem war er in dieser Zeit mit Thomas Pennant (1726–1798), dem britischen Botaniker Alexander Moon (1755–1825) und vielen anderen in Korrespondenz.
Tunstall ist der Autor der Ornithologica Britannica (1771), vermutlich dem ersten britischen Werk mit binomialer Nomenklatur.
Er war der Erstautor für die Gebirgsstelze (Motacilla cinerea) Tunstall, 1771, den Pazifikpieper (Anthus rubescens) (Tunstall, 1771) und den Wanderfalken (Falco peregrinus) Tunstall, 1771, sowie einer Unterart des Merlin Falco columbarius aesalon Tunstall, 1771. Zusätzlich hat er den Gattungsnamen Pyrrhocorax Tunstall, 1771 für die Bergkrähen neu in die Wissenschaft eingeführt.
Nach dem plötzlichen Tod von Tunstall im Jahre 1790 erwarb George Allen (1736–1800) aus Darlington die Sammlung seines Freundes Tunstall. Später verkaufte er sie an das Museum in Newcastle upon Tyne, wo sie Ende des 19. Jahrhunderts in verschiedene Lokalitäten verstreut wurde. So finden sich heute im Great North Museum (ehemaliges Hancock Museum) nur noch wenige Exponate von Tunstall.

## Werke
- Ornithologia Britannica, seu, Avium omnium Britannicarum tam terrestrium, quam aquaticarum catalogus, sermone latino, anglico & gallico redditus: cui subjicitur appendix, avec alienigenas, in Angliam raro advenientes, complectens. J. Dixwell, London 1771, doi:10.5962/bhl.title.14122. (Übersetzung des Titels: Vogelkunde Britanniens, das heißt, von allen britischen Vögeln, sowohl die auf der Erde, als auch im Wasser, ein Katalog der Namen in Lateinisch, Englisch und Französisch sowie ein Anhang  mit ausländischen und nur selten in England vorkommenden Arten)